# Pseudopythina maipoensis
Pseudopythina maipoensis is een tweekleppigensoort uit de familie van de Kelliidae. De wetenschappelijke naam van de soort is voor het eerst geldig gepubliceerd in 1989 door Morton & Scott.